# Taubenheim/Spree

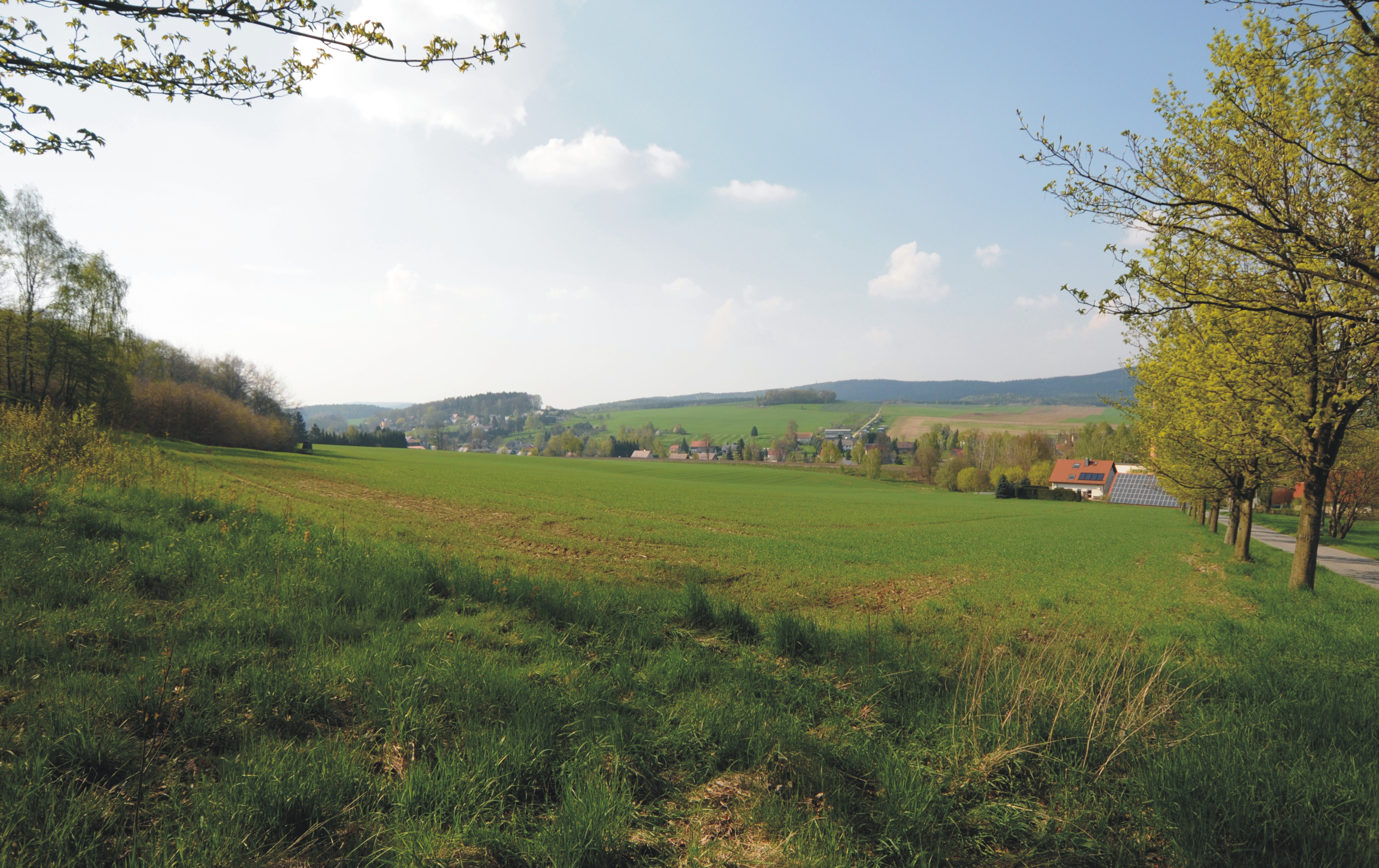
Blick nach Taubenheim

Taubenheim/Spree (obersorbisch Hołbin) bildet zusammen mit den Dörfern Wehrsdorf und Sohland die Einheitsgemeinde Sohland an der Spree. Es befindet sich in der Oberlausitz im Landkreis Bautzen und hat Ortschaftsstatus.

## Lage
Taubenheim/Spree befindet sich im Oberlausitzer Bergland, an der Grenze zu Nordböhmen (Tschechien). Das Dorf erstreckt sich im Tal der Spree, in die hier der Alte Graben und die Weißbach einmünden.

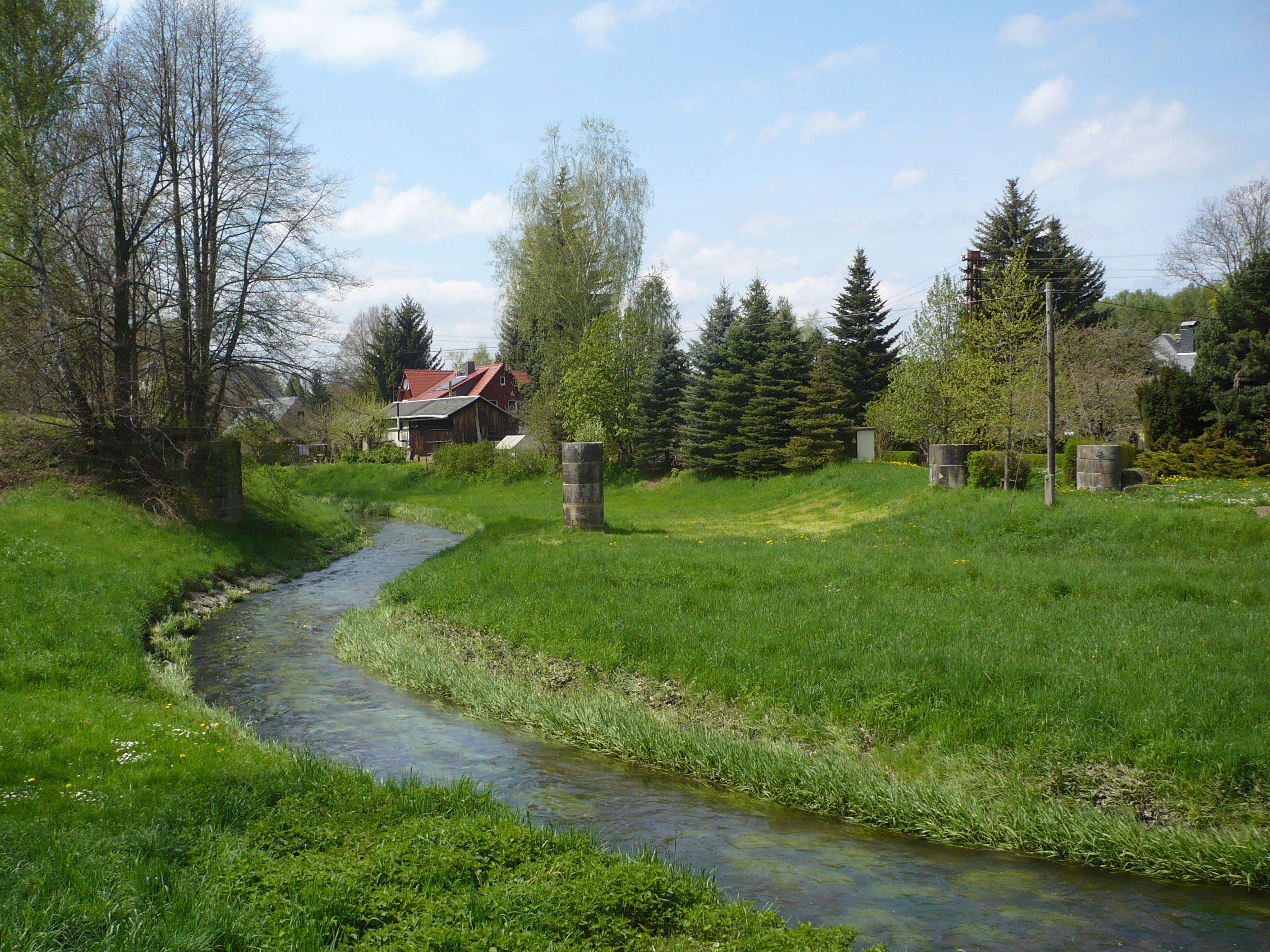
Flusslauf der Spree durch Taubenheim/Spree

## Geschichte

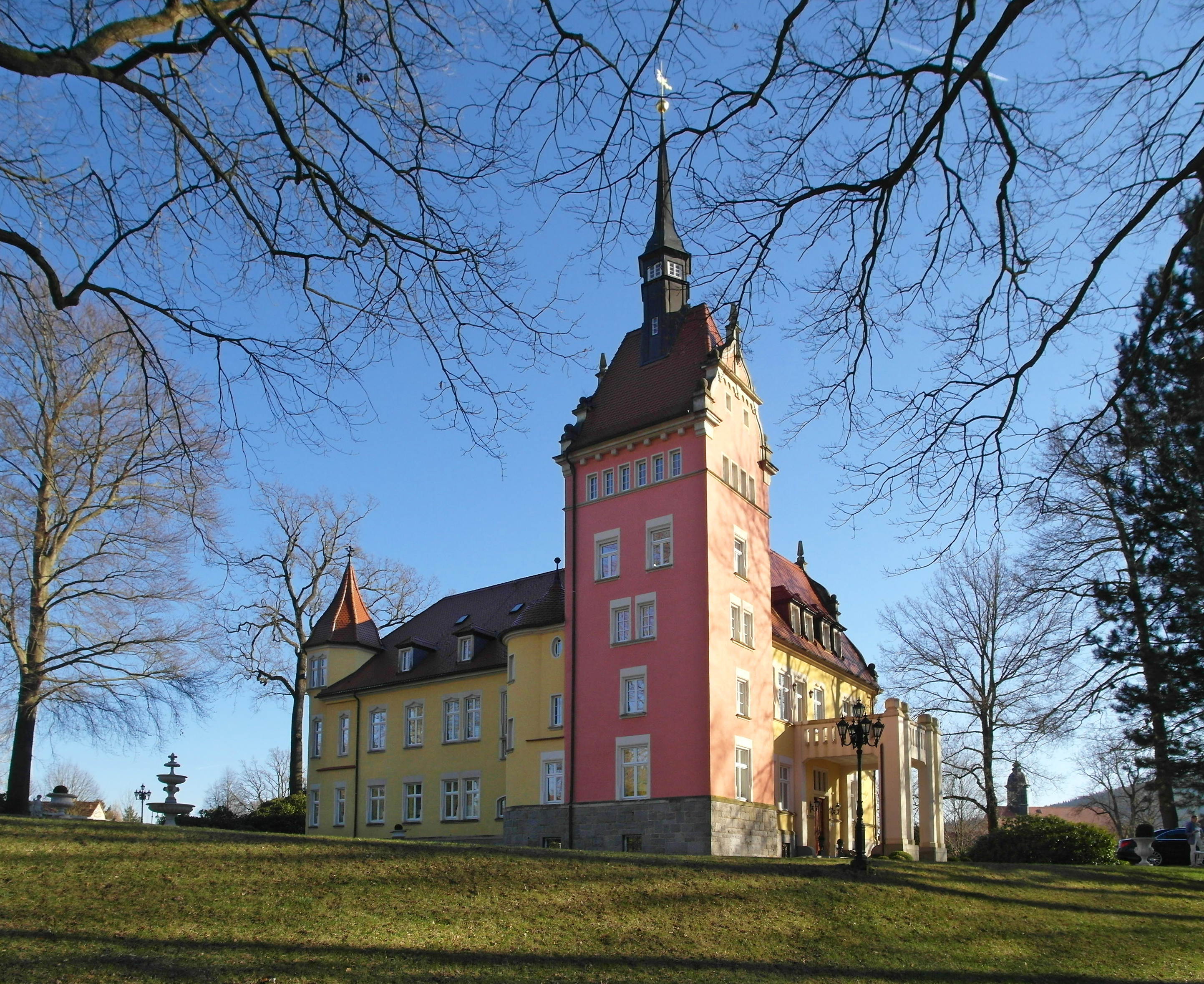
Schloss Obertaubenheim

Taubenheim wurde als Waldhufendorf angelegt und 1345 erstmals urkundlich erwähnt.
1392 wurde die Familie von Raussendorf vom böhmischen König Wenzel IV. – die Oberlausitz gehörte damals als Nebenland zur böhmischen Krone – unter anderem mit den Dörfern Spremberg, Friedersdorf, Taubenheim und Sohland im Gerichtsbezirk von Bautzen belehnt. Am 30. August 1408 wurde der Verkauf des Besitztums an Heinrich von Raussendorf durch König Wenzel bestätigt.
Nachdem Taubenheim im 15./16. Jahrhundert verschiedene Grundherren hatte, bildeten sich vorübergehend im Ort zwei Rittergüter aus, die durch Maria Sidonia von Warnsdorf 1693 wieder vereinigt wurden und von 1730 bis 1846 der Familie von Zezschwitz gehörten.
Zu Taubenheim gehören die Ortsteile Grünhut, Hinterecke, Neutaubenheim, Schafberg und Wassergrund sowie die Einschichten Neue Schenke und Zimmerbeil.

### Ortsnamenformen
1345: Jutta de Tubinheym, 1397: Tubenheym, 1419: Tawbenheym, 1443: Tawbenheim, 1549: Taubenhain, 1791: Taubenhein, 1875: Taubenheim b. Neusalza

### Bevölkerungsentwicklung
Beim Zensus vom 9. Mai 2011 bestand Taubenheim/Spree aus 504 Wohngebäuden, in denen 1514 Personen lebten. Das Durchschnittsalter lag bei 48,9 Jahren.

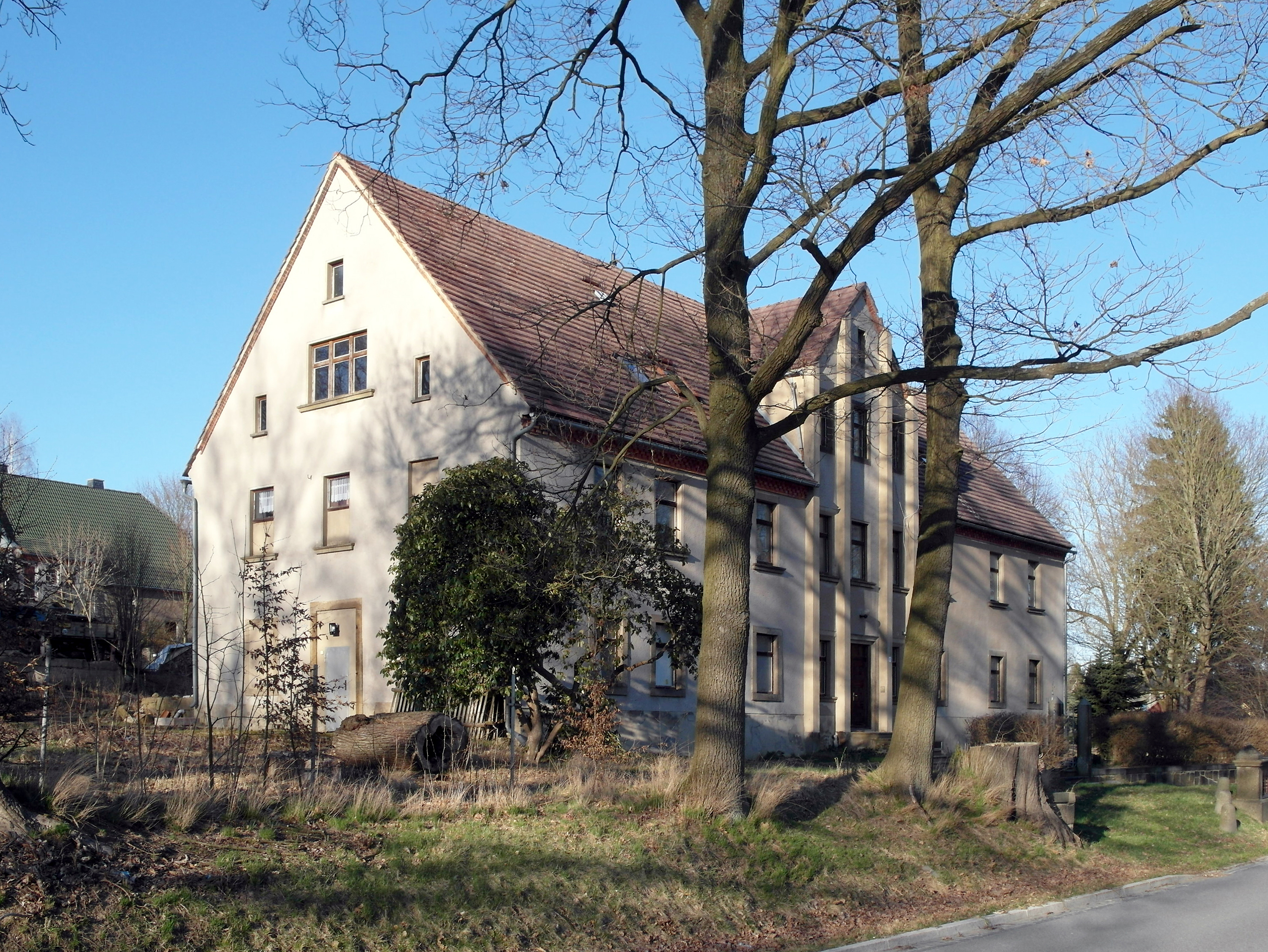
Schloss Niedertaubenheim

| Jahr | Einwohner                                |
| 1777 | 9 besessene Mann, 55 Gärtner, 97 Häusler |
| 1834 | 1614                                     |
| 1871 | 2214                                     |
| 1890 | 2416                                     |
| 1910 | 2523                                     |
| 1925 | 2452                                     |
| 1939 | 2446                                     |
| 1946 | 2999                                     |
| 1950 | 3225                                     |
| 1964 | 2692                                     |
| 1990 | 1982                                     |
| 2011 | 1514                                     |
| 2012 | 1498                                     |
| 2013 | 1409                                     |

## Wappen
Das Wappen der Gemeinde Taubenheim ist ähnlich wie das Wappen der Gemeinde Sohland erst spät entstanden und stellt somit ein typisches Künstlerwappen dar. Hier gruppieren sich um ein „T“, welches in Manier eines Pfeilers eines Umgebindehauses gestaltet ist, zwei Turteltauben.

## Sehenswürdigkeiten

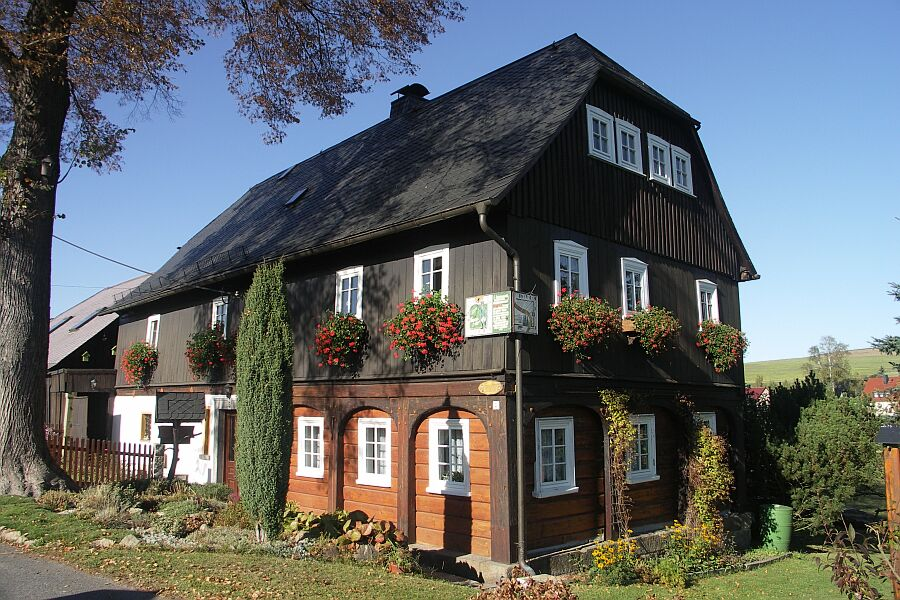
Umgebindehaus mit Sonnenuhr

Der Ort Taubenheim ist bekannt für seine Umgebindehäuser sowie für seine über 45 Sonnenuhren. Die lutherische Kirche Obertaubenheim ist recht schlicht gehalten, trotzdem hat die Ortschaft eine besondere Bedeutung für das Luthertum der Region, war Taubenheim doch einer der ersten Orte, in denen die Reformation Einzug hielt. Bemerkenswert ist hierbei, dass die Kirche, von der nicht bekannt ist wann sie erbaut wurde, bereits seit den Anfangsjahren als lutherische Kirche genutzt worden sein soll. Eher unwahrscheinlich ist, dass sie bereits in dieser Funktion erbaut wurde, gilt doch die 1544 geweihte Schlosskapelle zu Torgau als ältester lutherischer Kirchenneubau.

## Verkehr

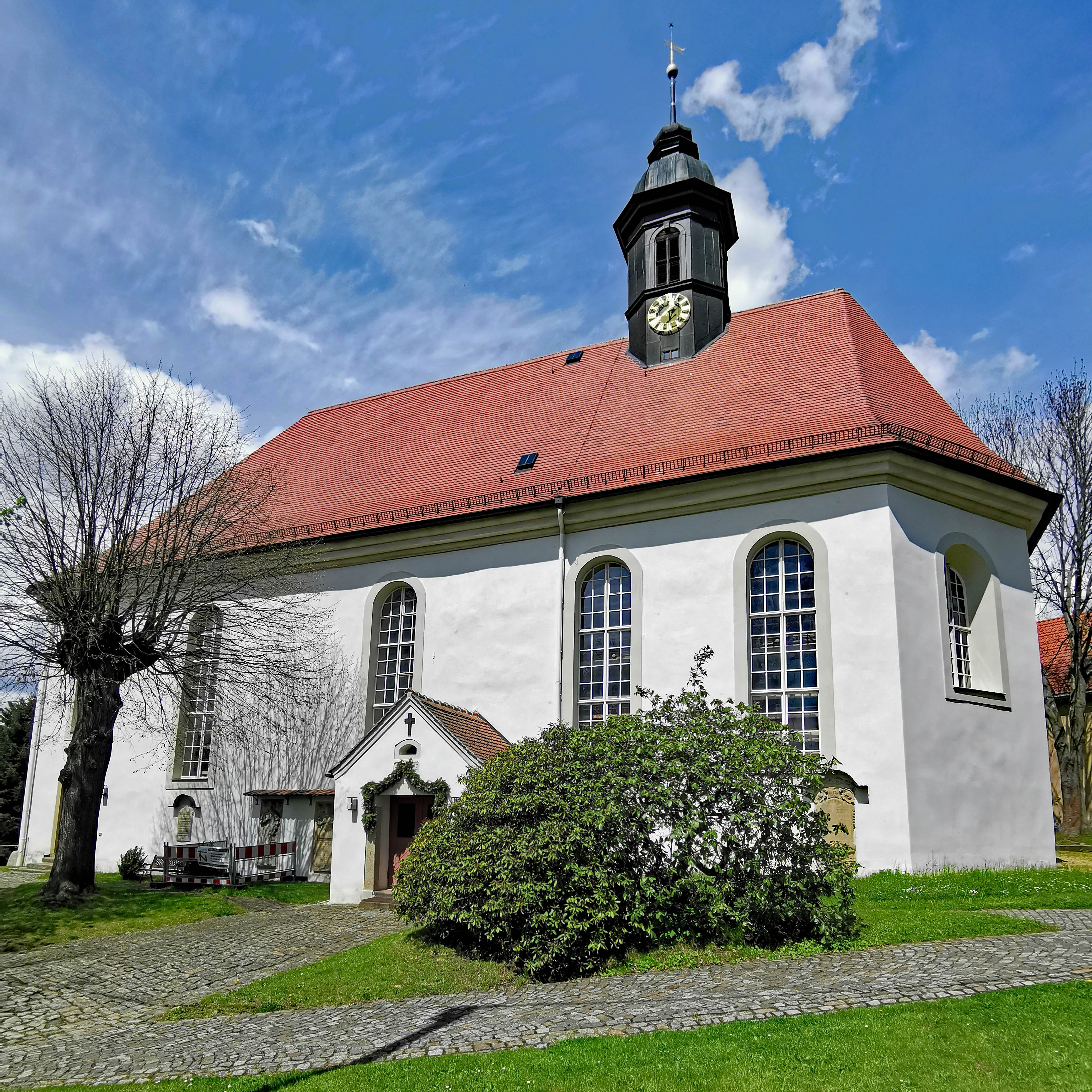
Evangelisch-Lutherische Dorfkirche

Die Ortschaft liegt verkehrsinfrastrukturell etwas peripher, da weder die Bundesstraße 96 direkt durch den Ort führt, noch ein Grenzübergang zur Tschechischen Republik vorhanden ist. Jedoch führt die Eisenbahnlinie Dresden–Zittau durch Taubenheim und hat dort einen Haltepunkt. Zwischen den Stationen Taubenheim (Spree) und Neusalza-Spremberg führt die Bahnstrecke auf einer Länge von etwa 900 m durch Tschechien. Aufgrund der Lage des Dorfes konnten hier noch keine größeren industriellen Neuansiedlungen verzeichnet werden.
Von 1892 bis 1945 führte die Schmalspurbahn Taubenheim–Dürrhennersdorf über  Oppach und Schönbach nach Dürrhennersdorf.

## Persönlichkeiten
- Johann Friedrich Gregorius (1697–1761), evangelischer Theologe, 1732–1735 hier Pfarrer
- Christian Gottfried Herbrig (1772–1850) und sein jüngster Sohn Wilhelm Leberecht Herbrig (1810–1871?), Orgelbauer; beide hier geboren
- Johann Adolf von Zezschwitz (1779–1845), königlich sächsischer Kriegsminister, hier geboren
- Carl Gotthelf Küchler (1807–1843), Zeichner, Maler und Radierer, hier geboren
- Richard von Schlieben (1848–1908), sächsischer Kultusminister, als Gutsherr hier verstorben
- Hermann Zumpe (1850–1903), Dirigent, verbrachte seine Kindheit hier
- Willi Hennig (1913–1976), Biologe, ging hier zur Schule
- Friedemann Quaß (* 1941), Althistoriker, hier geboren
- Georg Brendler (1943–2020) Maler und Grafiker, hier geboren